# Zyginama aucta
Zyginama aucta är en insektsart som först beskrevs av Mcatee 1920.  Zyginama aucta ingår i släktet Zyginama och familjen dvärgstritar. Inga underarter finns listade i Catalogue of Life.